# Slag om Mulhouse (1914)
De Slag om Mulhouse vond plaats van 7 tot 10 augustus 1914 bij de toen Duitse stad Mülhausen (Mulhouse) tussen het Ie Franse Leger onder generaal Dubail en het VIIe Duitse Leger onder generaal von Heeringen aan het begin van de Eerste Wereldoorlog. Het was onderdeel van het Franse oorlogsplan XVII, dat een offensief voorzag in de Elzas en de Moezel om de gebieden te heroveren die Frankrijk in de Frans-Pruisische Oorlog van 1870-1871 verloren had.

## Verloop
De Fransen stonden onder het commando van het hoofd van het 7e legerkorps, Louis Bonneau, bestaande uit 14e en 41e Infanteriedivisies, versterkt door een reservebrigade uit Belfort en de 8e Cavaleriedivisie. Deze troepen waren betrokken bij het grootste offensief in het Plan XVII. Tegenover hen stonden het 14e en 15e Legerkorps van het VIIe Duitse Leger.

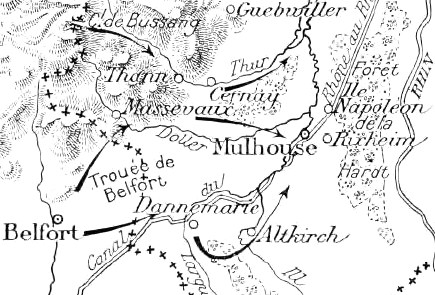
Franse inname van Mülhausen

In de ochtend van 7 augustus veroverden de Fransen de stad Altkirch en marcheerden de volgende dag naar het noorden, richting Mülhausen en door een strategische terugtocht van de Duitsers viel deze stad diezelfde dag in hun handen. Het snelle "succes" van het offensief werd groots gevierd in Parijs. Met de komst van Duitse reserves in Straatsburg, lanceerden de Duitsers in de ochtend van 9 augustus een tegenaanval op het nabijgelegen Cernay. Generaal Koschenbart leidde de aanval. Hij stierf door een schot in het hoofd.
Door het ontbreken van voldoende reserves en niet in staat een goede verdediging te organiseren, trok generaal Bonneau zijn troepen langzaam terug. De Fransen werden gedwongen Mülhausen te evacueren, twee dagen nadat ze de stad in handen kregen. De Franse opperbevelhebber Joseph Joffre stuurde een reservedivisie, maar die kwam te laat om de stad te kunnen behouden. Om aan omsingeling te ontsnappen trok Bonneau zijn troepen op 10 augustus een eind terug naar Belfort. Op 19 augustus leidde een nieuwe Franse aanval opnieuw tot verbitterde gevechten aan de poorten van de stad, maar door de goed georganiseerde Duitse verdediging met machinegeweren, wordt de aanval afgeslagen en moet Bonneau weer op Belfort terugvallen. Door generaal Joffre werd dit niet enkel gezien als een militaire maar ook als een symbolische vernedering. Zijn antwoord volgde snel: generaal Bonneau werd uit zijn leidinggevende functie ontheven door een "gebrek aan agressiviteit". Door de zware verliezen werd het Franse opperbevel gedwongen vier nieuwe divisies aan het Ie leger toe te voegen, dit keer onder het commando van generaal Pau.

## Gerelateerd
- Slag der Grenzen

Luik · Halen · Grenzen · 1ste Marne · Antwerpen · Race naar de Zee · 1ste Ieper · Neuve-Chapelle · 2de Ieper · 2de Artesië · Heuvel 62 · 3de Artesië · Loos · Verdun · Hulluch · Mount Sorrel (Zillebeke) · Somme · Arras · Vimy · 2de Aisne (Nivelle-Offensief) · Mesen · 3de Ieper (Passendale) · Cambrai · Lenteoffensief (Michael · Blücher-Yorck · Gneisenau · Georgette — 4de Ieper · 2de Marne — Rheims-Marneschutz) · Belleaubos · Château-Thierry · Hamel · Honderddagenoffensief